# Gebel al-Ain
Der Gebel al-Ain ist ein Gebirgsplateau im Sudan im Süden der Provinz asch-Schamaliyya an der Grenze zu Nord-Kordofan. Es handelt sich um eine Sandstein-Schichtstufe, die ein langgestrecktes, von Südwest nach Nordost entlang des Unterlaufs des Wadi el-Melek verlaufendes Plateau bildet (im Nordosten Gebel Nagaschusch genannt).
Das Gebel al-Ain-Gebiet ist fruchtbarer als die umliegende Trockensteppe, und daher ein beliebtes Weidegebiet der (in dieser Gegend) überwiegend halbnomadischen Kababish. Hauptsächliche Weidetiere sind Schafe und Ziegen.
Entlang des Gebel al-Ain liegen zahlreiche archäologische Stätten, vor allem Friedhöfe der post-meroitischen und mittelalterlichen Epoche. Die bedeutendsten archäologischen Stätten sind eine Klosterruine am Westabhang, die als südwestlichster bislang belegter Außenposten des Reiches von Makuria betrachtet werden kann, sowie eine Rundhütten-Siedlung mit Wehrmauer beim Brunnen Bir al-Ain an der Südostflanke.
Die Region um den Gebel al-Ain wird seit 2018 durch ein archäologisches Survey-Projekt der Universität Münster erforscht.